# Empis fasciculata
Empis fasciculata är en tvåvingeart som beskrevs av Gabriel Strobl 1901. Empis fasciculata ingår i släktet Empis och familjen dansflugor. Inga underarter finns listade i Catalogue of Life.